# Тень сомнения
«Тень сомнения» (англ. Shadow of a Doubt) — психологический триллер режиссёра Альфреда Хичкока (1943) с Джозефом Коттеном и Терезой Райт в главных ролях. Основан на реальной истории серийного душителя 1920-х годов Эрла Леонарда Нельсона. Имеет репутацию «первого бесспорного шедевра» Хичкока и фильма, в котором английский режиссёр «впервые открыл для себя Америку».

## Сюжет
Шарли (Тереза Райт) — старшеклассница из маленького калифорнийского городка. Заскучав от отсутствия событий в своей жизни, она пытается мыслями вызвать к себе блудного дядюшку, в честь которого получила своё имя. Её желание сбывается, и загадочный дядюшка Чарли (Джозеф Коттен) на ближайшем поезде прибывает в солнечную Калифорнию.
Поначалу девушка вне себя от радости и с удовольствием внимает рассказам дядюшки о его странствиях по миру. Но скрытность родственника и его странный интерес к богатым вдовам порождают у неё «тень сомнения», особенно после того, как тот пытается улизнуть от двух репортеров, пришедших к ним в дом ради интервью с её матерью.
Пока на Восточном побережье пытаются выяснить местонахождение новоявленного последователя Синей Бороды, прозванного прессой «убийцей весёлых вдов», в голове у Шарли то и дело всплывает мелодия вальса «Весёлая вдова». Что это — опять телепатия?.. Неужели она живёт под одной крышей с серийным убийцей?..

## В ролях
- Тереза Райт — Шарлотта «Шарли» Ньютон
- Джозеф Коттен — Чарльз Окли
- Генри Трэверс — Джозеф Ньютон, отец Шарлотты
- Патрисия Коллиндж — Эмма Ньютон, мать Шарлотты
- Макдональд Кэри — Джек Грэм, детектив
- Уоллес Форд — Фред Сондерс, детектив
- Хьюм Кронин — Херби Хокинс, сосед
- Ирвинг Бейкон — начальник станции[англ.]
- Альфред Хичкок — пассажир в поезде, который играет в бридж и которому выпадает полный набор пик (камео)

## Сценарий
«Женщина по имени Маргарет Макдоннел, возглавлявшая сценарный отдел у Селзника, была замужем за романистом. Однажды она сообщила мне, что у её мужа родился замысел фильма, но он никак не соберется его развить. Она пригласила меня на обед, во время которого мы эту идею как следует обговорили», — вспоминал Хичкок. Разработка сценария была поручена видному драматургу Торнтону Уайлдеру, автору пьесы «Наш городок», действие которой происходит в глубинке. Многие американские писатели в то время считали ниже своего достоинства работать над детективами и триллерами. Хичкоку очень польстила готовность Уайлдера сотрудничать с ним; в начальных титрах фильма ему выражена особая благодарность.
Во время работы над сценарием Уайлдера призвали на военную службу. Хичкок поехал вместе с Уайлдером к месту службы на поезде, ожидая, пока тот закончит сценарий. Уайлдер дописал его в конце пути, поместив развязку в поезде. Впоследствии сценарий дорабатывали жена Хичкока, Альма, и автор юмористических рассказов Салли Бенсон. Режиссёр попросил их «уравновесить мрачный драматизм» сценария «блёстками юмора».

## Производство

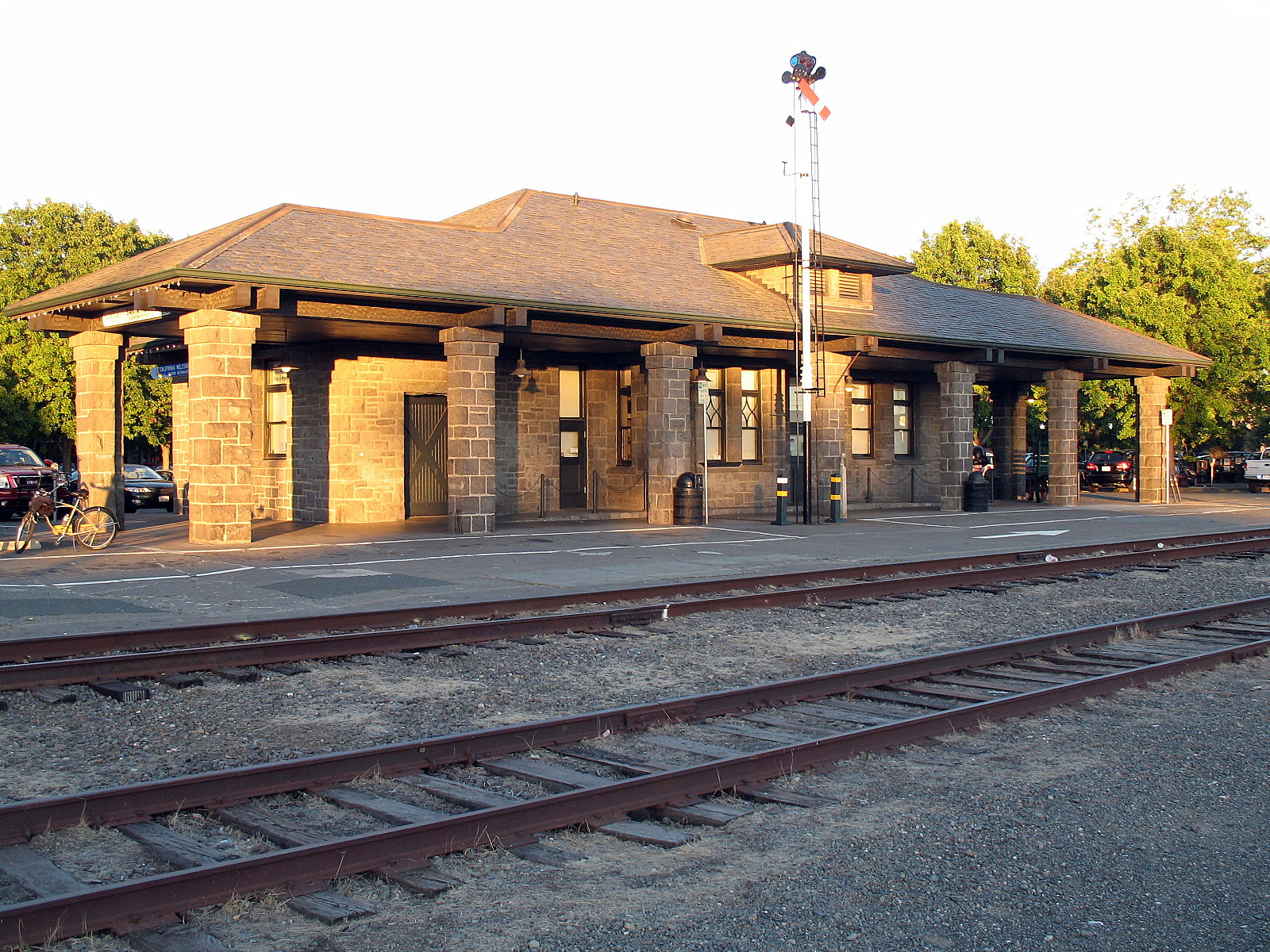
Железнодорожная станция в Санта-Розе

Всё действие происходит в типичном для Америки городке Санта-Роза, и только начальная сцена снята среди высоток Ньюарка на восточном побережье. Дом одного из жителей Санта-Розы, выбранный для съёмок, сначала показался Хичкоку слишком шикарным для банковского клерка, который по сценарию не может себе позволить даже наручных часов. Из разговора с владельцем дома выяснилось, что тот действительно работает в местном банке, после чего было решено использовать именно этот особняк.

## Анализ
В разгар Второй мировой войны Хичкок показал, что зло не приходит в общество откуда-то извне, а под обходительной наружностью гнездится в самом сердце «нормальной» американской семьи, точнее — представляет собой вытесненную из повседневной жизни изнанку нормальности. В этом отношении «Тень сомнения» предвещает препарирование идиллической картинки провинциальной Америки в таких фильмах, как «Синий бархат» Дэвида Линча.
Когда герой Коттена прибывает в городишко, весь экран заволакивает чёрный дым локомотива, знаменующий, как выразился Трюффо, «пришествие дьявола». Дэйв Кер характеризует «Тень сомнения» как «открытие Хичкоком тьмы в сердце американской провинции» и «проникновение за витрину благополучия, обнаруживающее там одиночество, отчаяние и смерть». Совпадение имён главных героев оттеняет их внутреннее родство: при всей своей бесхитростности девушка тоже не свободна от тяги к насилию, а в одной из сцен прямо угрожает герою Коттена убийством. Это её желание материализуется в финале:

Племянница нечаянно его убивает. Значит, злодеи не всегда совсем черны, а герои тоже бывают не без пятнышка. У каждого свои полутона.— А. Хичкок

## Значение
Среди хичкоковских фильмов сороковых годов «Тень сомнения» и «Дурная слава» стали фаворитами киноведов и кинокритиков. Выход фильма на широкий экран сопровождался восторженными рецензиями ведущих изданий, несмотря на повторение темы недавнего фильма «Подозрение». Орсонн Уэллс в беседе с Питером Богдановичем говорил, что это его любимый американский фильм Хичкока:  «Там очень помогла природная теплота Торнтона. Во многих работах Хича присутствует ледяная расчетливость, которая меня отталкивает. Он говорит, что не любит актеров, но временами мне начинает казаться, что он и людей-тo любит не очень».
В интервью 1964 года Хичкок согласился с мнением журналиста, что «Тень сомнения» — лучший из его фильмов. Правда, позднее в интервью с Трюффо он опроверг это мнение. Его собеседник считал, что именно «Тень сомнения» навеяла Бунюэлю замысел фильма «Попытка преступления».
Одним из первых среди фильмов Хичкока «Тень сомнения» вошла в Национальный реестр наиболее значимых фильмов (1991). Кроме того, в 1944 году лента номинировалась на премию «Оскар» за лучший литературный первоисточник (Гордон Макдонелл).